# Bracon genalis
Bracon genalis är en stekelart som först beskrevs av Szepligeti 1905.  Bracon genalis ingår i släktet Bracon och familjen bracksteklar. Inga underarter finns listade.